# Ruhe (Dudenhofen)

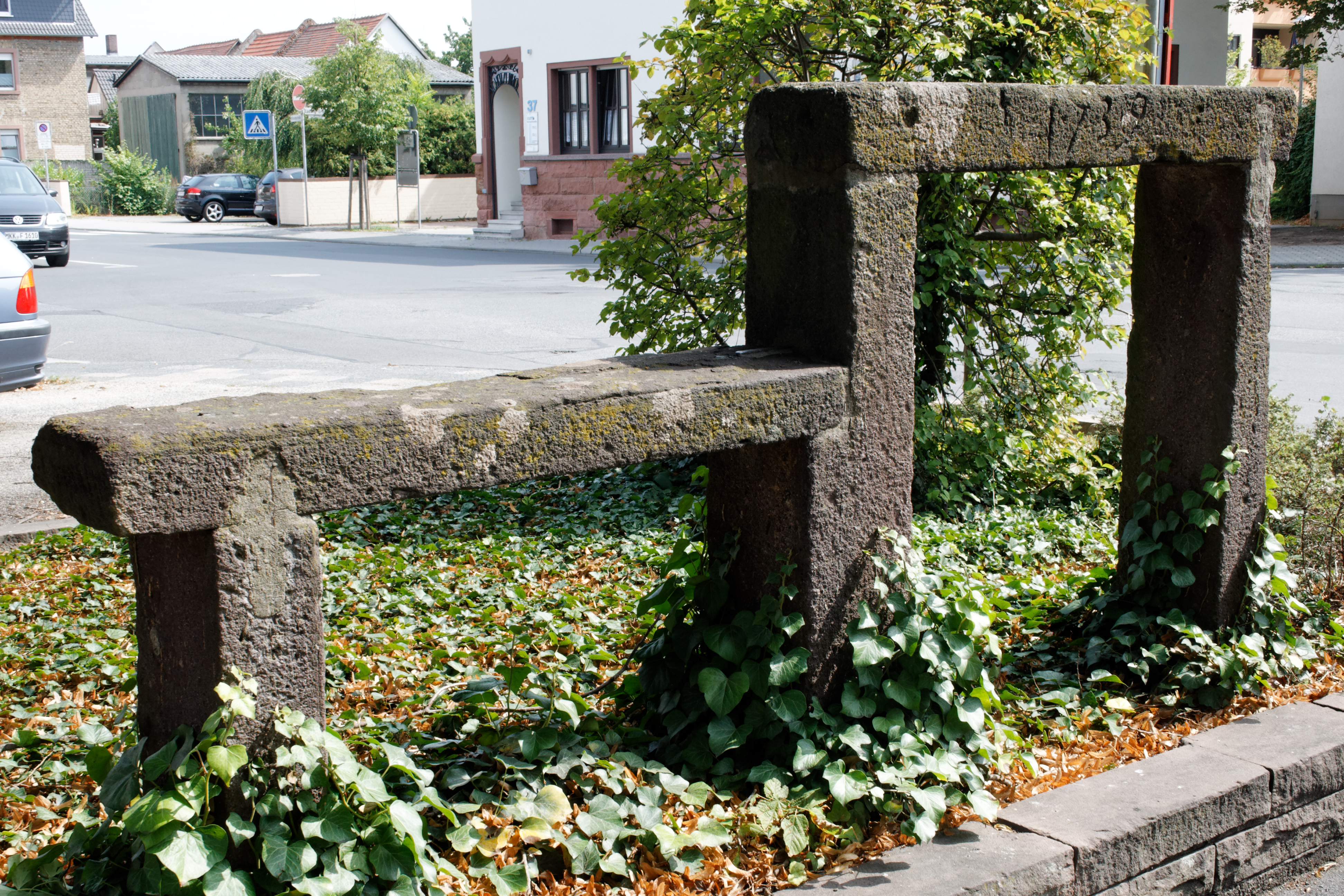
Ruhebank in Rodgau-Dudenhofen

Die Ruhe im Rodgau-Dudenhofen ist ein Kleindenkmal und geschütztes Kulturdenkmal im südhessischen Landkreis Offenbach. Es ist der einzige Ruhestein in Rodgau und einer von dreien im Landkreis Offenbach.

## Lage
Der Ruhestein befindet sich heute an der früheren Schule und späteren Polizeistation von Dudenhofen an der Georg-August-Zinn-Straße 1. Ursprünglich stand er etwa 500 Meter entfernt und befand sich außerhalb des Ortes in der Flur „Am Kalkofen“. Beim Neubau der Bundesstraße 45 wurde er an die heutige Position versetzt.

## Datierung und Geschichte
Die Entstehung des Ruhesteins wird um die Mitte des 18. Jahrhunderts angesetzt: Auf der Rückseite des Ruhesteins ist die Jahreszahl 1739 zu erkennen, das als Errichtungsdatum gilt und die Ruhe zu einer der ältesten in Hessen macht. Die Ruhe ist Teil der Rodgauer Geschichtspfade. Auf einer Informationstafel dazu wird sie als Ruhebank für „Krautgänger“ bezeichnet, die insbesondere im Frühjahr außerorts an den Wegen und auf den Äckern nach Futter für das Vieh der Kleinbauern suchten.

## Beschreibung
Der aus Sandstein gefertigte Ruhestein ist zweigliedrig aus waagrechten und senkrechten Hausteinen aufgebaut, für die Sandstein benutzt wurde. Auf der einen Seite besteht sie aus einer höheren Bank zum Abstellen von den auf dem Rücken getragenen Lasten und daneben einer niedrigeren Sitzbank. Die Gesamtbreite beträgt 2,67 Meter, davon ist die Sitzfläche 1,32 Meter lang und 0,73 Meter hoch. Der höhere Sturz weist eine Länge von 1,35 Meter auf, die Höhe beträgt rund 1,20 Meter.